# Ludoș
Ludoș is een Roemeense gemeente in het district Sibiu.
Ludoș telt 746 inwoners (2011).

## Geboren in Ludoș
- Octavian Smigelschi (1866-1912) was een Oostenrijks-Hongaars schilder